# Chervettes
Chervettes är en kommun i departementet Charente-Maritime i regionen Nouvelle-Aquitaine i västra Frankrike. Kommunen ligger  i kantonen Tonnay-Boutonne som ligger i arrondissementet Saint-Jean-d'Angély. År 2018 hade Chervettes 173 invånare.

## Befolkningsutveckling
Antalet invånare i kommunen Chervettes
Referens:INSEE